# Владо Топић
Владо Топић, (Гаћани код Приједора, 1956) је пензинисани пуковник Војске Републике Српске. Некадашњи ратни командант 16. крајишке моторизоване бригаде.

## Биографија
Дјетињство је провео са још два брата и сестром у селу Гаћани у сиромашној сеоској породици. Основну и средњу школу је похађао у Приједору. Војну академију Копнене војске ЈНА, смјер Оклопно-механизоване јединице је уписао у Београду 1974. године и исту завршио 1978. године. Генералштабну академију у Београду је уписао 1991. године, а исту завршио 1997. године. Магистрирано је на факултету пословне економије у Бањој Луци 2009. године. Ожењен је и има два сина.
У ЈНА обављао је сљедеће дужности: командир вода од 1978. до 1980,  замјеник командира чете од 1979. до 1980, командир чете од 1980. до 1982, замјеник команданта батаљона током 1982, начелник класе у Војној академији смјер ОМЈ од 1982. до 1983, командант механизованог батаљона од 1983. до 1985, начелник школе резервних официра од 1988. до 1990. Био је више пута ангажован у обуци студентске омладине у стицању војних знања и вјештина. Избијањем ратних сукоба на тлу СФРЈ као припадник ЈНА вршио је дужност команданта оклопног батаљона на Купресу 1991, командант оклопног батаљона у Ваљевској бригади 1991. и командант полигона Мањача 1992.
У Војсци Републике Српске обављао је дужности: помоћник начелника штаба за оперативно-штабне послове у Тактичкој групи (ТГ) 3 1992. (ослобађање Дервенте и Брода), начелник штаба у 16. крајишкој бригади 1993, командант 16.кмтбр 1993. до 1995, командант специјалне бригаде на Влашићу 1995, командант Тактичке групе - 2 (Нови Град, Приједор) 1995, командант Тактичке групе Рудник (Бања Лука, Сански Мост) 1995. и командант Оперативне групе 1 Бањалука (дивизија) 1995. Након рата био је  помоћник начелника штаба за оперативно-штабне послове у 1. Крајишком корпусу 1997. (уједно вршилац дужности начелника штаба) и начелник Дома војске Републике Српске 1998. Борац је прве категорије и ратни војни инвалидпете категорије (три пута је рањаван у рату). Након војске обављао је дужности помоћник министара одбране за цивилну заштиту од 1998. до 2000, помоћник министра одбране за морал и политику одбране од 2000. до 2002, шеф војног кабинета Предсједника Републике Српске од 2002 до 2004. и савјетник Предсједника Републике Српске од 2004. до 2006. Пензионисан је декретом 2002. године у 46. години живота у чину пуковника, али наставља да ради до 2014.године (у државном и приватном сектору). Обављао је функцију члана и предсједника управних и надзорних одбора у више предузећа различитих облика власништва и организовања. Живи у Бањалуци.
Аутор је књига:
- Старешина, ауторитет, заповедање, Бања Лука, 1998.[3]
- Ратовао сам..., Бања Лука, 2019.

## Одликовања и признања
Одликован у ЈНА: 
- Медаља за војне заслуге
- Орден за војне заслуге са сребрним мачевима

Одликован у ВРС: 
- Орден Карађорђеве звијезде другог реда.
- Орден Карађорђеве звијезде трећег реда.